# Encyclia kienastii
Encyclia kienastii là một loài thực vật có hoa trong họ Lan. Loài này được (Rchb.f.) Dressler & G.E.Pollard mô tả khoa học đầu tiên năm 1971.